# Photo-Secession

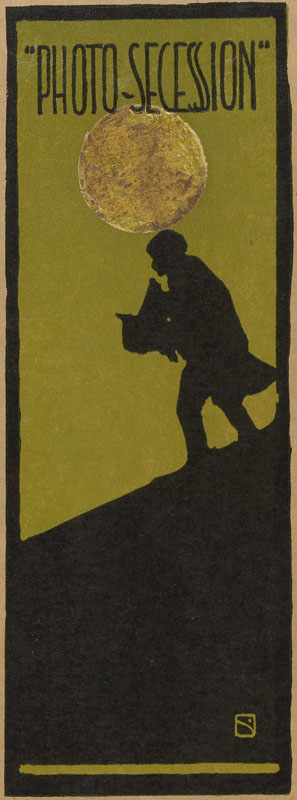
Embleem van Photo-Secession

Photo-Secession was een Amerikaanse club van fotografen die zich sterk maakte voor erkenning van de fotografie als kunstvorm. Ze werd in 1902 opgericht in New York door Edward Steichen, Frank Eugene en Alfred Stieglitz, welke laatste als belangrijkste voorman gold. De meeste leden waren eerder lid van de Camera Club of New York en aanhangers van het picturalisme. Lid worden kon uitsluitend op voordracht.
Photo-Secession gaf  onder redactie van Stieglitz tussen 1903 en 1917 het in zijn soort baanbrekende kunstzinnige fototijdschrift Camera Work uit en organiseerde in haar bestaan tal van spraakmakende foto-exposities, met name in het beroemde Galerie 291 aan de Fifth Avenue in New York. Een grote tentoonstelling in de Albright Art Gallery in Buffalo, New York zorgde voor een doorbraak van de fotografie als kunstvorm. De vereniging wordt gezien als een voorloper van de Europese avant-gardebeweging aan het begin van de twintigste eeuw. Ze had een equivalent in de door Henry Peach Robinson opgerichte Engelse fotografieclub Linked Ring, waarvan later ook weer veel Photo-Secession-leden lid werden.
Nadat het doel van de Photo-Secession was bereikt (erkenning voor de fotografie als kunstvorm), hief de vereniging zich tussen 1912 en 1917 geleidelijk en stilzwijgend op.

## Leden (selectie)
- Alice Boughton
- Alvin Langdon Coburn
- Robert Demachy
- Mary Devens
- Frank Eugene
- Paul Haviland
- Frances Benjamin Johnston
- Gertrude Käsebier
- Joseph Keiley
- Adelaide Hanscom Leeson
- William B. Post
- Constant Puyo
- Sarah Choate Sears
- George Seeley
- Edward Steichen
- Alfred Stieglitz
- Eva Watson-Schütze
- Clarence Hudson White

## Noot
1. ↑  Cf. Encyclopedia Britannica